# Ванесса Морган
Ванесса Морган (англ. Vanessa Morgan Mziray; нар. 23 березня 1992, Оттава, Онтаріо, Канада) — канадська актриса і співачка. Стала відомою завдяки ролям Сари в оригінальному фільмі каналу Disney «Моя няня вампір», а також в однойменному телесеріалі. Грала принцесу Лірію в телесеріалі «Хроніки Шаннари», з 2017 року грає Тоні Топаз в телесеріалі «Рівердейл»

## Біографія
Ванесса Морган народилася в Оттаві(Канада). Її батько зі Східної Африки, а мати з Шотландії. У 1999 вона виграла конкурс «Маленька Міс Америка». Ванесса Морган закінчила школу в 2010 році.

## Кар'єра
У 2000 році Морган з'явилася у фільмі «A Diva's Christmas Carol».
Популярність прийшла в 2007 році після гри в серіалі «The Latest Buzz» каналу Family Channel, крім цього Ванесса для цього серіалу виконала пісню.
У 2010 році в ролі Меріон Хоторн знялася у фільмі «Шпигунка Херрієт: Війна блогів». Уже в наступному 2011 році вона зіграла Сару в фільмі «My Babysitter's a Vampire», а також в серіалі з однойменною назвою. У 2011 Морган з'явилася у фільмі «Прекрасний» принц "" разом з Меттом Прокоп і Сарою Хайленд. Також грала Ванессу, подругу Кемерона, в серіалі « Вищий клас» на каналі Disney Channel, і знімається в дванадцятому сезоні серіалу «Деграссі». В даний час знімається в підлітковому серіалі «Рівердейл». Акторка грає Тоні Топаз — дівчину Шеріл (Меделін Петш).

## Особисте життя
Ванесса Морган – Християнка. 
4 січня 2020 року Морган вийшла заміж за бейсболіста  Головної ліги бейсболу Майкла Копеча. 19 червня 2020 Копеч  подав на розлучення.. 24 липня 2020 оголосила про вагітність. В січні Ванесса народила хлопчика якого назвала Рівер.  Морган та Копеч офіційно розлучилися у 2021 році.  У 2024 році Ванесса народила доньку, батьком якої є канадський баскетболіст Джеймс Карнік. Ванесса оголосила про свої заручини з Карніком 24 грудня 2024 року.

## Фільмографія
| Рік       | Українська назва              | Оригінальна назва          | Роль                              | Примітки                                   |
| --------- | ----------------------------- | -------------------------- | --------------------------------- | ------------------------------------------ |
| 2000      |                               | A Diva's Christmas Carol   | Маленька Ібоні                    | Телевізійний фільм                         |
| 2007—2010 |                               | The Latest Buzz            | Аманда Пірс                       | Головна роль                               |
| 2010      | Шпигунка Харієт: Війна блогів | Harriet the Spy: Blog Wars | Меріон Хоуторн                    | Телевізійний фільм                         |
| 2010      |                               | Frankie and Alice          | Маленька Френкі                   | Театральний фільм                          |
| 2010      | Моя няня - вампір             | My Babysitter's a Vampire  | Сара                              | Телевізійний фільм                         |
| 2011—2012 | Моя няня вампір               | My Babysitter's a Vampire  | Сара                              | Телесеріал Головна роль                    |
| 2011      | Прекрасний принц              | Geek Charming              | Ханна                             | Телевізійний фільм                         |
| 2012      | Вищий клас                    | A.N.T. Farm                | Джина Госсамер / Ванесса Лафонтен | 4 епізоди                                  |
| 2013      | Деграссі                      | Degrassi                   | Ванесса                           | 2 епізоди                                  |
| 2013      |                               | Saving Hope                | Рікі Вілкінс                      | 1 епізод                                   |
| 2014      |                               | Guilty at 17               | Лейк                              | Телевізійний фільм                         |
| 2014      |                               | The Night Session          | Бріттані                          | Короткий фільм                             |
| 2014—2015 |                               | Finding Carter             | Беатріс Кастро                    | Періодична роль                            |
| 2015      |                               | Some Assembly Required     | Джослін Сімс                      | 1 епізод                                   |
| 2017      | Хроніки Шаннари               | The Shannara Chronicles    | Лірія                             | Головна роль (2 сезон)                     |
| 2017—2020 | Рівердейл                     | Riverdale                  | Тоні Топаз                        | Періодична роль (2 сезон) Головна роль 3—4 |
| 2018      |                               | Pimp                       | Дестіні                           | Фільм                                      |

## Дискографія
| Рік  | Назва                    |
| ---- | ------------------------ |
| 2007 | «The Latest Buzz»        |
| 2008 | «Stand Up»               |
| 2008 | «Cinderella»             |
| 2009 | «Your Little Girl»       |
| 2010 | «Goodbye»                |
| 2011 | «Best of All»            |
| 2011 | «Break Even»             |
| 2012 | «Get This Party Started» |